# Lycée Antoine-de-Saint-Exupéry de Santiago
Pour les articles homonymes, voir Lycée Antoine-de-Saint-Exupéry et Saint-Exupéry (homonymie).
Le lycée Antoine-de-Saint-Exupéry est un établissement d’enseignement privé franco-chilien conventionné AEFE se trouvant à Santiago, municipalidad de Vitacura, et disposant d'un second site à Chamisero, sur la commune de Colina.
Environ 2 900 élèves, de la maternelle à la terminale, y suivent des enseignements biculturels et trilingues.

## Historique

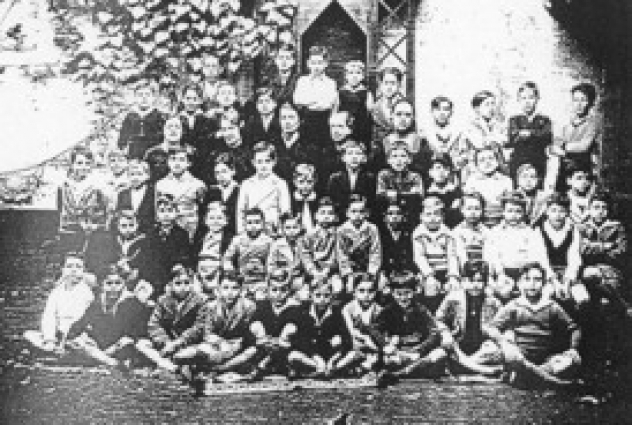
Photo d’anciens élèves du lycée Antoine-de-Saint-Exupéry

Le lycée Saint-Exupéry est fort d’une histoire de plus d'un siècle. Avant d’être connu sous sa forme actuelle, l’établissement a connu de nombreuses évolutions au fil du temps et de l’augmentation des effectifs.
Le premier établissement à Santiago est né en 1896 de la volonté de Paul Duclos, président du comité de l’Alliance française d’Iquique, et de Courtois Bonnecourte, une Française émigrée qui avait pour ambition de diffuser la langue française en organisant des cours.
Mais en 1932, cette même école était contrainte de fermer alors que la construction d’un nouveau collège était lancée rue Riquelme par Rémy Vuillemin, à cette époque président du Conseil de l’Alliance. Ce dernier établissement possédait une capacité d’accueil d’environ 50 élèves.
Ce nombre ne tarda pas à doubler et obligea en 1934 l’acquisition de nouveaux locaux rue Lord Cochrane, dont le coût fut alors assumé par le gouvernement français. Le récent établissement prit le nom de Louis Pasteur, comme un signe de sa future et définitive situation géographique. Alors que les effectifs continuaient d’augmenter, un nouvel établissement ouvrit dans un édifice loué pour l’occasion, rue Pedro de Valdivia, 5 ans plus tard.
C’est à ce moment-là que la « Sociedad Inmobiliara Francesa S.A. », sous l’impulsion d’André Reboullet, proviseur de l’époque, fit l’acquisition d'un terrain de 42 000 m2 dans le cadre d’un projet de construction d’un grand lycée, confié à l’architecte franco-chilien Emile Duhart. La guerre retarda les travaux, qui ne commencèrent qu’en 1955, et l’établissement fut inauguré 4 ans plus tard, le 5 septembre 1959, par André Malraux. C’est ainsi que naquit le lycée de l’Alliance française, dont la capacité d’accueil atteignit les 1 600 élèves.
En 1967, le lycée de l’Alliance française devint officiellement le « lycée Antoine-de-Saint-Exupéry », en mémoire du célèbre écrivain et aviateur français Antoine de Saint-Exupéry (1900-1944), ayant fait partie de l’équipe ayant ouvert la route de l’Aéropostale entre l’Europe et l’Amérique du Sud. Si aujourd’hui l’établissement continue à porter le même nom, les Chiliens le désignent toujours comme étant « el colegio Alianza Francesa ».
Face à la croissance constante du succès du lycée de l’avenue Luis Pasteur mais aussi des listes d’attente pour intégrer l’établissement, sous l'impulsion du Proviseur Serge Buenaventes, Yves Besançon et les membres de la Corporación Educacional, ont lancé en 2010 un projet de construction inédit, devant donner naissance à un lycée supplémentaire dans la commune de Colina, située dans la vallée de Chamisero (région métropolitaine). Un concours public d’architecture organisé conformément à la tradition française de l’appel d’offre a été lancé en avril 2011 pour dessiner les plans de ce nouvel établissement.
Se refusant à répondre négativement aux demandes d’inscription des familles chiliennes voire françaises, le Proviseur, Serge Buenaventes et la Corporación ont fait de la construction de ce second site une nécessité. Les premiers futurs élèves de Petite Section ont été inscrits dans l’établissement de Chicureo dès 2011, pour y entrer à partir de février 2013. La pose de la première pierre s'est déroulée en présence du ministre de l'Éducation Chilien, les membres de la Corporacion, le Proviseur, Serge Buenaventes, le personnel et les élèves du lycée. L'inauguration officielle a eu lieu le 21 mai 2013, à l'invitation d'Yves Besançon, Président de la Corporación, et de Xavier Jacquenet, Proviseur, en présence de Marc Giacomini, Ambassadeur de France au Chili, et d'Anne-Marie Descôtes, Directrice de l'AEFE.

## Fonctionnement général

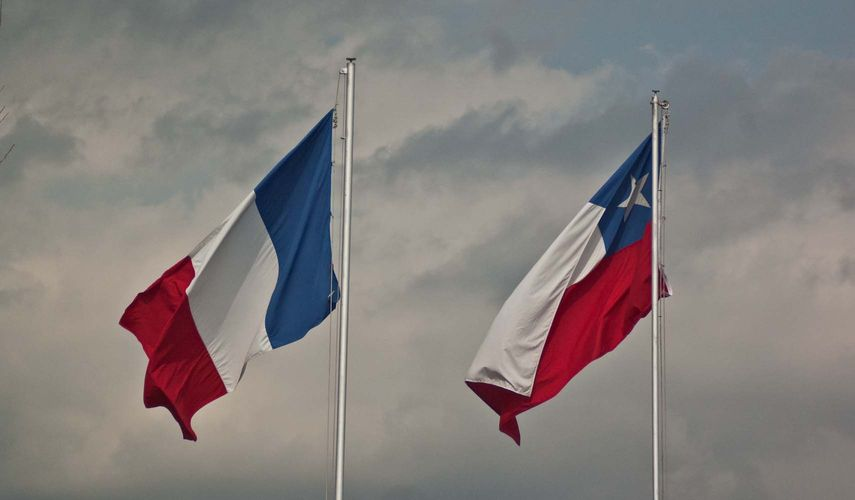
Drapeaux français et chiliens dans la cour du lycée

Le lycée assure la scolarité des élèves de la petite section de maternelle à la terminale. Chaque niveau possède des bâtiments, une bibliothèque et une équipe pédagogique qui lui sont propres.
En 2015, la maternelle est placée sous l’autorité de la directrice Hélène San Segundo, l'élémentaire sous celle du directeur Alain Mougel et le secondaire est dirigé par le proviseur adjoint Étienne Agostini. Tous les niveaux sont sous la responsabilité du proviseur, Régis Haudecoeur. Le Directeur administratif et financier est Gabriel Gianello.
Le lycée est conventionné avec l’AEFE (Agence pour l’enseignement français à l’étranger), mais possède également un accord avec le ministère de l’Éducation chilien. Ses programmes sont donc conformes aux deux systèmes et donnent accès à des études supérieures en France comme au Chili.
Il fait également partie :
- du réseau d’établissements AEFE Cône Sud, dont il est le Coordinateur, centre d’examen et centre de correction du baccalauréat.
- du réseau Chili, au sein duquel il collabore avec les autres lycées français chiliens au niveau éducatif et culturel.

Il est géré financièrement par la « Corporación Educacional Alianza Francesa », plus connue sous le nom de « Corporación », association à but non lucratif qui développe le lycée dans ses activités de manière financière et humaine.

## Vie scolaire et périscolaire

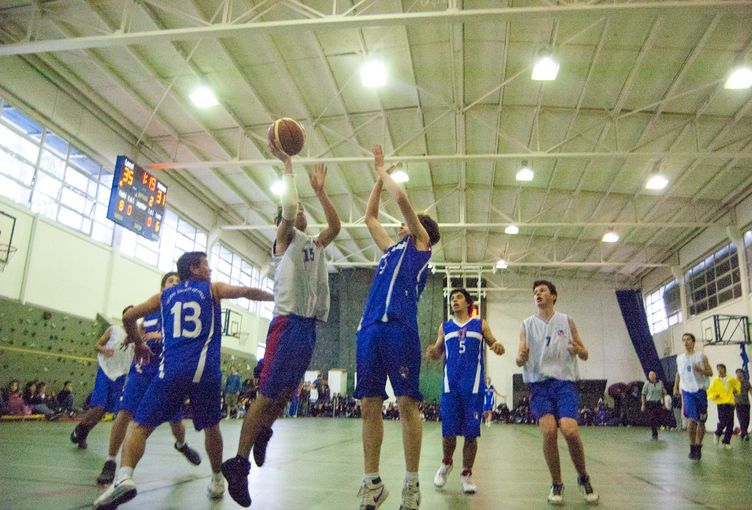
Match de basket entre élèves des cinq lycées français du Chili à l’occasion des Jeux Interalliances 2011

Les programmes scolaires du lycée sont composés des programmes français et espagnols. Histoire Nationale, Langage et Communication, Arts-Plastiques, Musique, Vie de classe et Sport sont dispensés en espagnol, toutes les autres matières le sont en français, et ce, depuis la petite section de maternelle.
Les programmes suivis sont reconnus conformes aux attentes des ministères de l’Éducation français et chilien.
Ainsi, les élèves passent en terminale le baccalauréat français et son équivalent chilien, la Prueba de Selección Universitaria (es) et l’enseignement suivi au lycée Antoine-de-Saint-Exupéry leur ouvre la porte à une poursuite d’étude en France ou au Chili.
Il convient ici de rappeler que le contexte d’enseignement est bien biculturel mais qu’il s’agit d’un établissement trilingue puisque les élèves sont amenés à suivre des cours d’anglais dès la classe de CE2 (cours élémentaire 2e année). Ceux-ci atteignent à l’université un niveau d’anglais égal aux élèves issus d’établissements anglophones. (Étude menée par l’université Adolfo Ibañez décembre 2008)

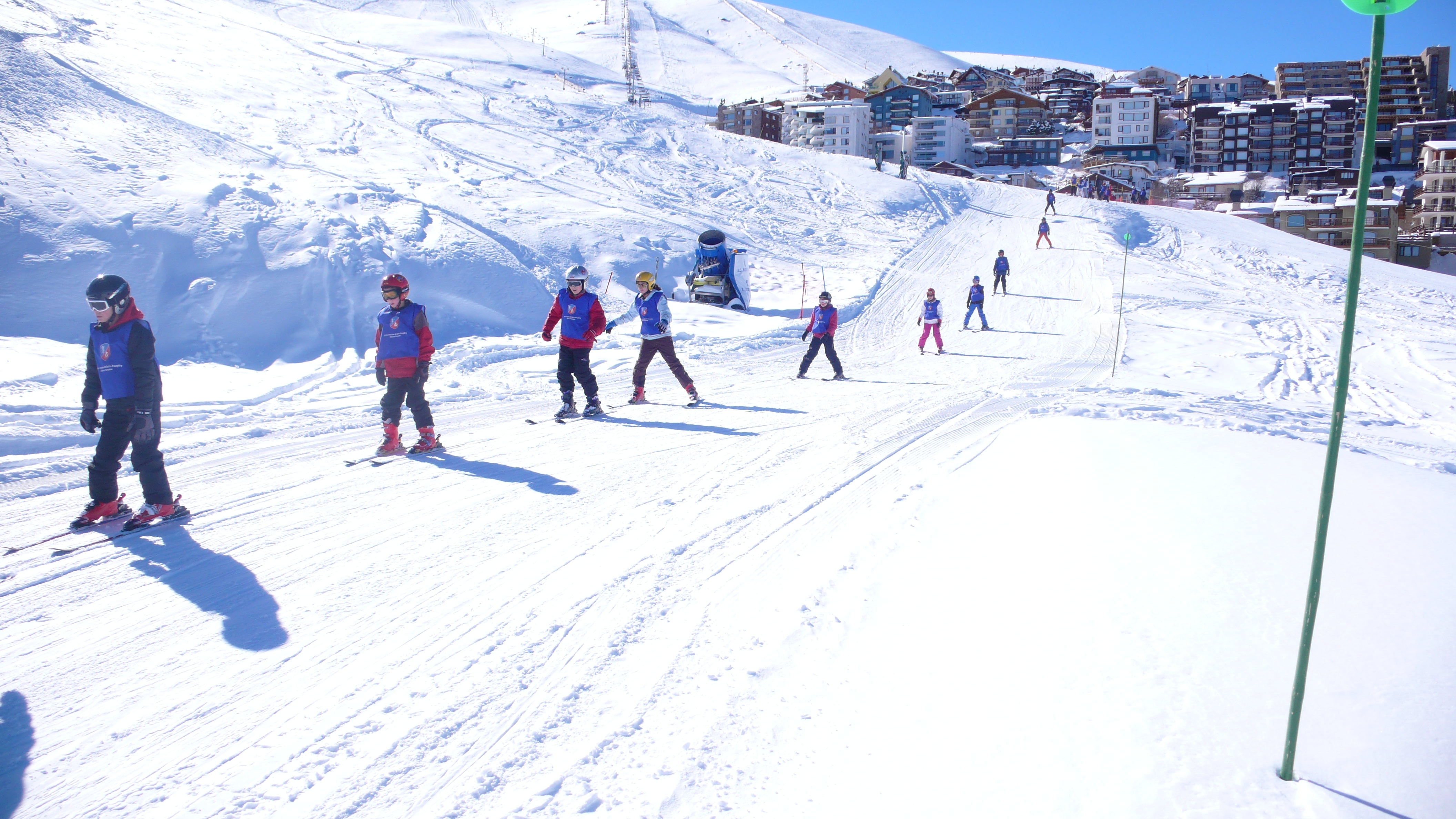
Élèves en classe de neige à La Parva

En parallèle d’une scolarité riche et exigeante les enfants ont la possibilité d’exercer de nombreuses activités périscolaires dans l’établissement. Le lycée possède notamment un département Sport très actif et varié ainsi que des activités de travaux manuels pour tous les goûts.

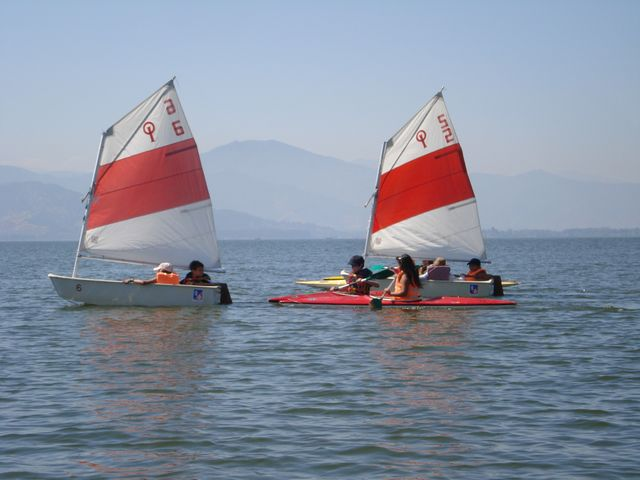
Élèves en classe de découverte à Rapel

De plus, chaque année les classes de CE2, CM1 et CM2 partent en voyage de découverte à Rapel, à 180 km de Santiago, ou en classe découverte à La Parva (es), à 50 km de Santiago et 2700m d’altitude, où le lycée possède un chalet. Les enfants y alternent cours, activités sportives et de plein air. Parallèlement les secondes effectuent le traditionnel « voyage d’étude en France » de trois semaines, au cours duquel ils visitent différents lieux historiques. Ce voyage est financé en partie par un groupe de parents bénévoles qui organisent tout au long de l’année des évènements destinés à la communauté scolaire en ce sens.

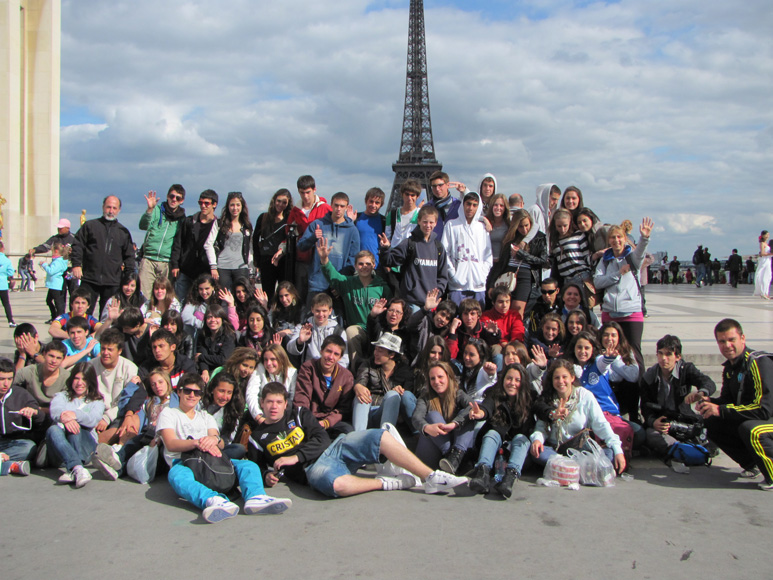
Photo de groupe des secondes sur le Parvis des droits de l’homme lors du voyage d’étude en France 2011

La vie événementielle du lycée Antoine-de-Saint-Exupéry est donc très riche. À titre d’exemple, tous les ans le lycée fête les grands événements français et chiliens, telles que la fête du printemps lors de la « semana francesa » ou la « fiesta de la chilenidad » pendant les fêtes patriotiques au Chili. Traditionnellement se tiennent également la « noche con el arte », le festival de courts-métrages et la fête de la musique. Plus régulièrement, la communauté scolaire est invitée à se réunir autour de cafés littéraires, des compétitions sportives et bien d’autres.
Pour cela, le lycée compte sur une équipe éducative très dynamique qui multiplie les initiatives périscolaires et, comme précédemment évoqué, sur un groupe de parents d’élèves exceptionnellement actif, le VEF, créé il y a 4 ans afin de participer à la vie festive et culturelle de l’établissement. La présence chaque année de stagiaires issues de grandes écoles françaises permet également au lycée d’avoir des départements communication et culture très actifs.

## Résultats académiques
Baccalauréat 2014 : 
- 100 % d'admis
- 79 % de mentions dont 34 % de Très Bien

PSU 2010 (sur 850 points):
- Les résultats de 2010 classent le lycée au nº61 du Rang National (sur 1 700 établissements) et au nº43 au Rang Métropolitain.
- 2 élèves ont obtenu « puntaje nacional » (score maximum) dans l’épreuve de mathématiques.

## Polémiques
En 2017, un élève se suicide quelques jours après avoir été surpris en train de consommer de la marijuana dans les toilettes du lycée et avoir été suspendu pour une durée de 9 jours. À la suite de l'enquête réalisée par la Superintendance d'éducation (es), le lycée est sanctionné par une amende de 58 unité tributaire mensuelle (es) (environ 2,7 million de pesos) pour avoir appliqué un protocole qui n'avait pas été communiqué à la communauté éducative, pour ne pas avoir permis à l'élève de se défendre et pour avoir contacté le père de l'élève et non sa mère, alors que seul le père était enregistré comme responsable.
En 2020, pendant la pandémie de Covid-19, le lycée Antoine de Saint-Exupéry licencie de façon massive et simultanée 40 personnes (33 fonctionnaires et 7 professeurs), afin de « récupérer un équilibre financier ». Cette décision est critiquée par les professeurs et par les parents d'élèves, ces derniers ayant notamment continué à payer des frais de scolarité mensuels complets malgré les confinements mais avec l'assurance de la direction qu'il n'y aurait pas de licenciement.

## Anciens élèves célèbres
- Soledad Baccarrezza : journaliste à la télévision
- Jacqueline Balcells : écrivain de livre pour enfants
- María Soledad Barría : ex-ministre de la santé
- Eduardo Browne : directeur d’orchestre
- Lieve Dannau : mannequin, gagnante du concours Elite Chili et 3e du concours Elite Model Look International en 2011 à Shanghai.
- Fernando Chomalí : cardinal, archevêque de Santiago
- Julio Friedmann : président d'Alstom Chili
- Pedro García : ex-ministre de la santé
- Guido Girardi : médecin, sénateur
- Mario Hamuy : astronome
- Marco Enríquez-Ominami : député
- Patricia Politzer : journaliste
- Maritxu Sangroniz : journaliste à la télévision
- Cristian Warnken : journaliste, animateur d’émissions culturelles à la télévision
- José Weinstein : ex-ministre de la culture

## Voir aussi

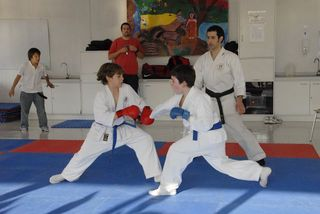
Atelier de Karaté du lycée